# '58 Miles Featuring Stella by Starlight
'58 Miles Featuring Stella by Starlight è un album antologico del trombettista jazz Miles Davis pubblicato dalla Columbia nel 1991.

## Il disco
La raccolta fu pubblicata dalla Columbia per la sua serie di dischi rimasterizzati Columbia Jazz Masterpieces e contiene sette tracce provenienti da due diverse registrazioni di Miles Davis nel 1958 con il suo nuovo sestetto dell'epoca comprendente il pianista Bill Evans.
Le prime quattro furono registrate il 26 maggio 1958 presso gli studi della Columbia Records della 30ª strada di New York. I primi tre brani furono inizialmente inclusi nella seconda facciata del 33 giri Jazz Track pubblicato nel 1959 e che conteneva anche la colonna sonora di Ascensore per il patibolo, film d'esordio del regista francese Louis Malle, di cui Davis aveva composto e realizzato le musiche in una serie di famose sedute di registrazione effettuate a Parigi nel dicembre del 1957. Il quarto brano, Love for Sale di Cole Porter, escluso da Jazz Track, fu pubblicato per la prima volta nel 1975 all'interno della compilation Black Giants (Columbia PG 33402), contenente anche musiche di altri artisti tra i quali Duke Ellington, e successivamente in Circle in the Round, raccolta di materiale inedito o raro di Davis pubblicata nel 1979.
Le ultime tre tracce furono registrate dal vivo il 28 luglio dello stesso 1958 all'Hotel Plaza di New York e furono pubblicate nel 1973 nell'album Jazz at the Plaza. Il concerto fu organizzato dalla stessa Columbia per celebrare «lo stato di salute del jazz».

### Il titolo
L'album è conosciuto con diversi titoli e viene indicato diversamente nelle discografie del trombettista:
- '58 Miles Featuring Stella by Starlight è il titolo riportato nella copertina e nel libretto interno (in aggiunta sono riportati i nomi dei principali solisti del sestetto, John Coltrane, Cannonball Adderley e Bill Evans, mentre sono assenti Chambers e Cobb e non compare il nome completo di Miles Davis).
- '58 Sessions è il titolo riportato nella spalla della custodia del CD nelle edizioni Columbia Legacy.
- '58 Sessions Featuring Stella by Starlight è invece il titolo riportato sulla serigrafia del CD nelle edizioni Columbia Legacy e nelle successive.

Il disco è spesso confuso con 1958 Miles, disco giapponese del 1974 che per la prima volta riunì tutte le registrazioni della sessione del 26 maggio 1958 (ma non le registrazioni dal vivo) e che poi fu inserito dalla Columbia nella discografia ufficiale di Davis.

## Tracce
1. On Green Dolphin Street - (B. Kaper, N. Washington) – 9:48
2. Fran Dance - (M. Davis) – 5:48
3. Stella by Starlight - (V. Young, N. Washington) – 4:41
4. Love for Sale - (C. Porter) – 11:43
5. Straight, No Chaser - (T. Monk) - 10:57
6. My Funny Valentine - (R. Rodgers, L. Hart) - 10:05
7. Oleo - (S. Rollins) - 10:48

## Formazione
- Miles Davis - tromba
- Julian "Cannonball" Adderley - sassofono contralto (assente in Stella by Starlight)
- John Coltrane - sassofono tenore
- Bill Evans - pianoforte
- Paul Chambers - contrabbasso
- Jimmy Cobb - batteria

## Edizioni
- 1991 – CD, Columbia Records COL 467918 2
- 1991 – CD, Columbia Legacy CK 47835, Stati Uniti d'America